# Clavaria zollingeri
A Clavaria zollingeri, comumente conhecida como coral violeta, é uma espécie de fungo da família  Clavariaceae com ampla distribuição. Produz impressionantes basidiomas tubulares, roxos a rosa-violeta, que crescem até 10 cm de altura e 7 cm de largura. As pontas dos ramos frágeis e finos geralmente são arredondadas e marrons. Um membro típico dos fungos clavarioides ou fungos de coral, a Clavaria zollingeri é saprófita e, portanto, obtém nutrientes ao decompor a matéria orgânica. Os basidiomas são normalmente encontrados crescendo no solo, em serapilheira de florestas ou em pastagens. Variações na ramificação e na cor podem ser usadas com frequência para distinguir a C. zollingeri de fungos de coral de cor semelhante, como Alloclavaria purpurea e Clavulina amethystina, embora seja necessária a microscopia para identificar com segurança a última espécie.

## Taxonomia
A espécie foi descrita cientificamente pela primeira vez pelo micologista francês Joseph-Henri Léveillé em 1846 e recebeu o nome em homenagem ao botânico suíço Heinrich Zollinger que pesquisou o gênero Clavaria e coletou o espécime-tipo em Java, na Indonésia. Léveillé considerou que a ramificação dicotômica era a característica proeminente que separava essa espécie da Clavaria amethystina que, de outra forma, seria semelhante. O americano Charles Horton Peck publicou uma espécie coletada em Stow, Massachusetts, como Clavaria lavendula em 1910, mas esse é um sinônimo.
Em uma classificação de 1978 do gênero Clavaria, Ronald Petersen colocou C. zollingeri no subgênero Clavaria, um agrupamento de espécies sem fíbulas em todos os septos no basidioma; outras no subgênero incluíam C. purpurea, C. fumosa e a espécie-tipo C. fragilis. Uma análise molecular em larga escala das distribuições filogenéticas e dos limites dos fungos clavarioides na família Clavariaceae foi publicada por Bryn Dentiger e David McLaughlin em 2006. Com base em sua análise de sequências de DNA ribossômico, a C. zollingeri compartilhava a maior semelhança genética com a Clavulinopsis laeticolor. O conceito de Petersen sobre a classificação infragenérica de Clavaria foi amplamente rejeitado nessa análise, pois dois dos três subgêneros propostos por ele foram considerados polifiléticos.
O cogumelo é comumente conhecido como "coral violeta" ou "coral magenta".

## Descrição

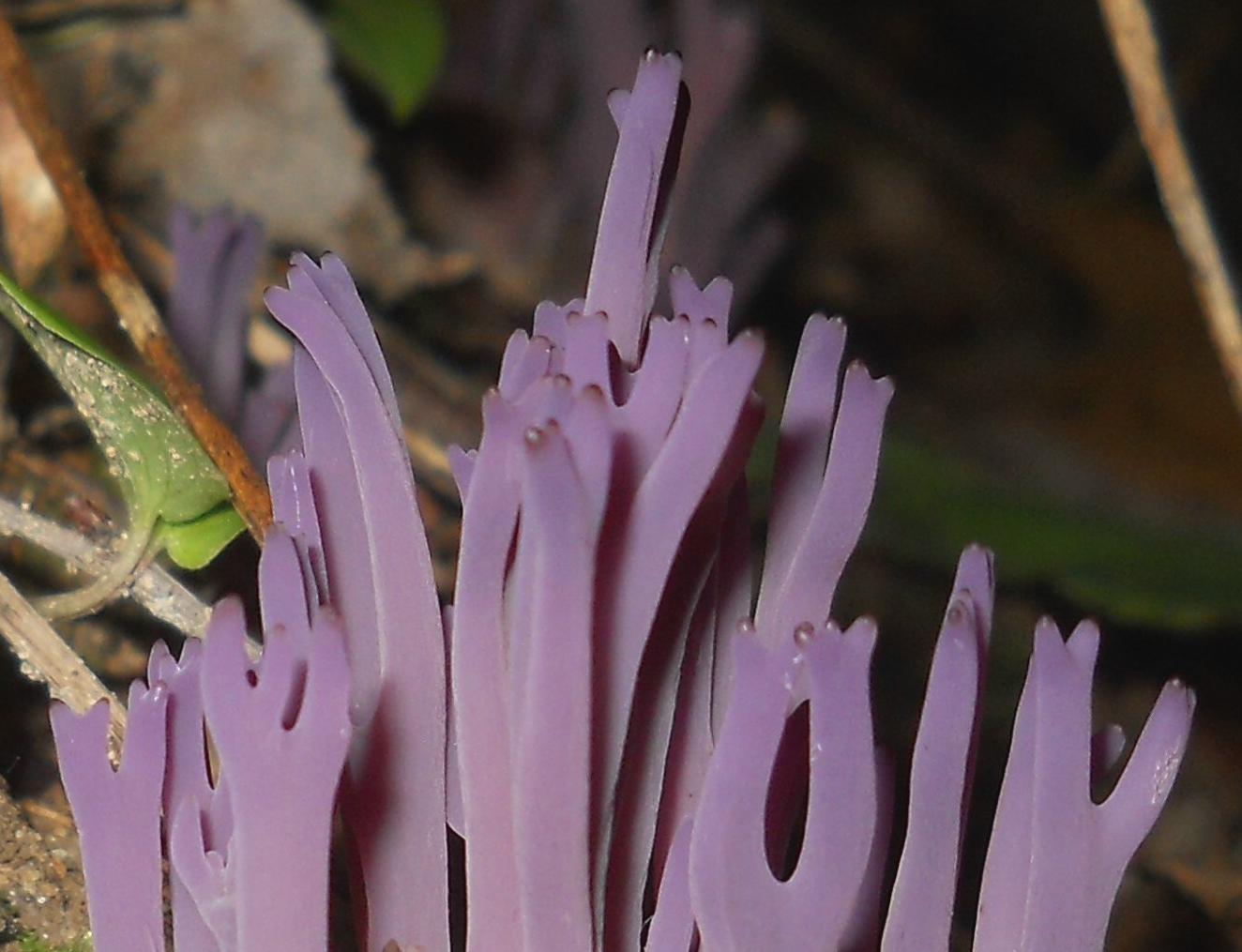
As pontas dos ramos são arredondadas e marrons

A coloração dos basidiomas é bastante variável, indo do violeta ao ametista, ou violeta sombreado com marrom ou vermelho. As cores também podem variar ao longo do basidioma; os ramos externos podem ser marrons, enquanto os ramos internos no centro do feixe violeta claro. Os espécimes secos podem perder quase totalmente a coloração, pois os pigmentos podem ser sensíveis à luz ou ao ressecamento. O basidioma tem normalmente de 5 a 10 cm de altura e de 4 a 7 cm de largura. O estipe, ou base, é curto, e a ramificação começa a uma curta distância acima do solo. As superfícies dos ramos frágeis são lisas e secas; os ramos têm de 2 a 6 cm de espessura, geralmente com pontas arredondadas. Não tem odor característico e tem um sabor semelhante ao de rabanete ou pepino.
Na esporada, os esporos (produzidos na superfície dos ramos) são brancos. A microscopia ótica revela detalhes adicionais: os esporos são aproximadamente esféricos a amplamente elípticos, com dimensões de 4 a 7 por 3 a 5 μm. Eles têm um apículo (extremidade do esporo, através da qual estava ligado ao esterigma) claro com cerca de 1 μm de comprimento e uma única gota de óleo grande. Os basídios (células portadoras de esporos) têm quatro esporos, não têm fíbulas e medem 50 a 60 por 7 a 9 μm, alargando-se gradualmente no ápice.
Embora seja relatado que é comestível em pequenas quantidades, os basidiomas frágeis têm valor culinário limitado e podem ter um efeito laxante. Alguns guias dizem que não é comestível.

### Espécies semelhantes

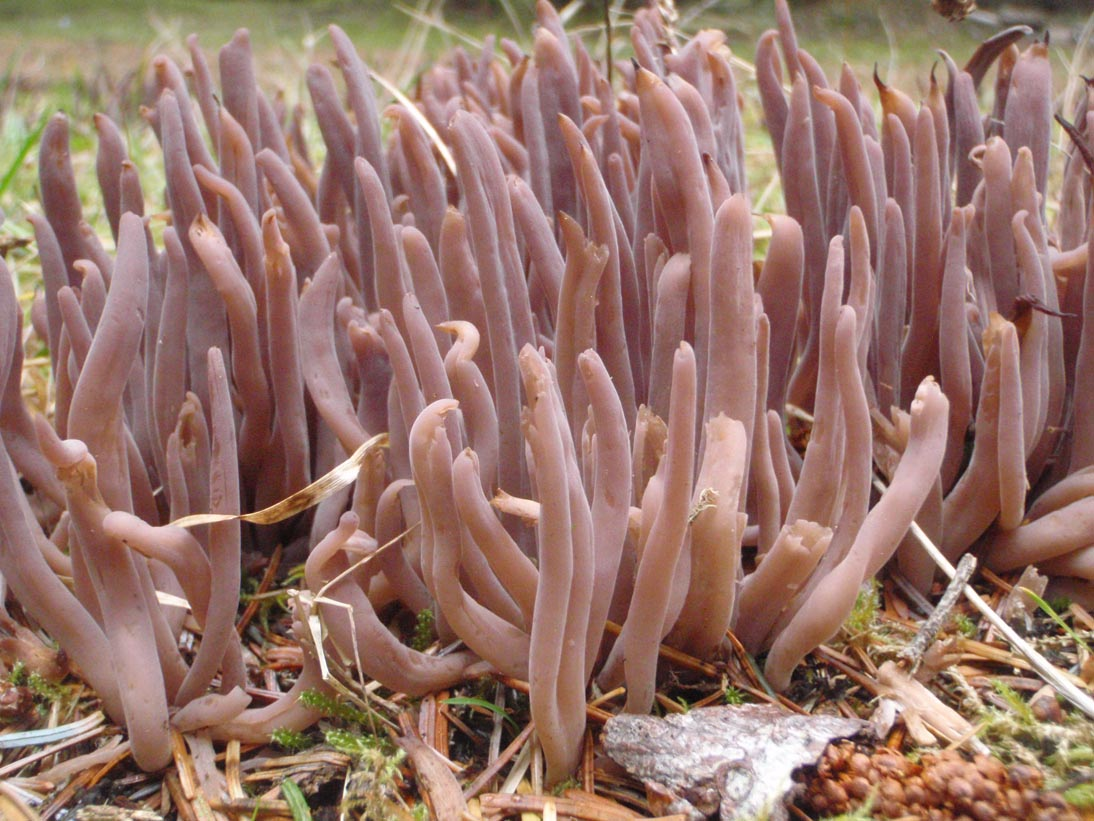
Alloclavaria purpurea

Outros fungos de corais de cor lavanda a violeta incluem a Clavulina amethystinoides, que é tão ramificada que parece dentada; e a Clavulina amethystina, que só pode ser distinguida de forma confiável por seus basídios de dois esporos em comparação com os basídios de quatro esporos das espécies de Clavaria. Na Alloclavaria purpurea, a ramificação é reduzida e a cor geralmente é um roxo mais opaco. A australiana Clavaria versatilis também é semelhante em aparência à Clavaria zollinger, mas tem pontas de ramos que terminam em uma bifurcação curta e romba que é da mesma cor que o resto do basidioma. A Ramariopsis pulchella - um pequeno fungo de coral de cor violeta que raramente ultrapassa 3 cm de altura - pode ser confundida com uma pequena C. zollingeri; ela tem esporos aproximadamente esféricos que medem de 4 a 7 por 3 a 5 μm.

## Habitat e distribuição
Os basidiomas da Clavaria zollingeri crescem solitariamente, em grupos ou adensamentos no solo em locais gramados, geralmente perto de árvores de madeira de lei ou com musgos. É uma espécie saprófita, que obtém nutrientes ao decompor a matéria orgânica. Sua distribuição é ampla, tendo sido encontrada na Austrália, Nova Zelândia, América do Norte, América do Sul, e Ásia (incluindo Brunei, Índia, e Coreia). Na América do Norte, a distribuição é restrita às regiões nordeste do continente. Rara na Europa, está listada nas Listas Vermelhas de espécies ameaçadas na Dinamarca e na Grã-Bretanha. Na Irlanda, é usada como espécie indicadora para ajudar a avaliar a diversidade fúngica de pastagens pobres em nutrientes, um habitat ameaçado. Foi registrada na Holanda pela primeira vez em 2006.

## Compostos bioativos
A Clavaria zollingeri contém lectinas, uma classe de proteínas que se ligam a carboidratos específicos na superfície das células, fazendo com que elas se aglutinem. Um estudo coreano demonstrou que os extratos do fungo causavam linfoglutinação, uma forma específica de aglutinação que envolve os glóbulos brancos. Em geral, as lectinas são usadas na tipagem sanguínea e na sorologia, e são amplamente usadas na cromatografia de afinidade para purificação de proteínas.